# Silvaș
Silvaș – wieś w Rumunii, w okręgu Satu Mare, w gminie Săuca. W 2011 roku liczyła 153 mieszkańców.